# نهائي بطولة القسم الأول للرجال الرابطة الوطنية لرياضة الجامعات 2024
نهائي بطولة القسم الأول للرجال الرابطة الوطنية لرياضة الجامعات 2024 (بالإنجليزية: 2024 NCAA Division I men's soccer championship game) أُقيم في 16 ديسمبر 2024، في ملعب ويك ميد لكرة القدم في كاري، بولاية نورث كارولينا. حددت المباراة الفائز ببطولة كرة القدم للرجال القسم الأول من الرابطة الوطنية لرياضة الجامعات لعام 2024 ‏، وهي بطولة كرة القدم الجامعية الوطنية في الولايات المتحدة. كانت هذه هي النسخة السادسة والستين من أقدم مسابقة نشطة ‏ في كرة القدم الجامعية في الولايات المتحدة.
وشهدت المباراة ظهور فريق فيرمونت في أول نهائي له ضد مارشال الذي كان يتطلع إلى الفوز بلقبه الثاني بعد فوزه ببطولة 2020 ‏. هزم فيرمونت فريق مارشال 2–1 في الوقت الإضافي ليفوز ببطولة فريق الرابطة الوطنية لرياضة الجامعات الأولى في تاريخ المدرسة.

## الطريق إلى النهائي
بطولة كرة القدم للرجال القسم الأول من الرابطة الوطنية لرياضة الجامعات ‏، والمعروفة أحيانًا باسم كأس الكلية، هي بطولة كرة قدم جامعية أمريكية تُجريها الرابطة الوطنية لرياضة الجامعات، وتحدد بطل القسم الأول للرجال على المستوى الوطني. أقيمت البطولة رسميًا منذ عام 1959، عندما كانت بطولة مكونة من ثمانية فرق. ومنذ ذلك الحين، توسعت البطولة لتشمل 48 فريقًا، حيث يتم تخصيص مكان لكل بطل من أبطال بطولة القسم الأول.
| فيرمونت أمريكا الشرقية      | فيرمونت أمريكا الشرقية | الجولة                    | مارشال صن بيلت                               | مارشال صن بيلت |
| --------------------------- | ---------------------- | ------------------------- | -------------------------------------------- | -------------- |
| الخصم                       | النتيجة                | البطولة                   | الخصم                                        | النتيجة        |
| أيونا                       | 5–0 (د)                | الجولة الأولى             |                                              | —              |
| هوفسترا                     | 2–1 (خ)                | الجولة الثانية            | فورمان                                       | 4–0 (د)        |
| سان دييغو                   | 1–0 (خ)                | الجولة الثالثة (الدور 16) | ولاية كارولينا الشمالية ‏ (تجمع ساحل الأطلسي) | 2–1 (د)        |
| بيتسبرغ (تجمع ساحل الأطلسي) | 2–0 (خ)                | ربع النهائي (النخبة 8)    | إس إم يو ‏ (تجمع ساحل الأطلسي)                | 3–2 (خ)        |
| دنفر                        | 1–1 (4–3 ج.) (ن)       | كأس الكلية (النهائي 4)    | ولاية أوهايو (اتحاد العشرة الكبار)           | 1–0 (ن)        |

### فيرمونت
حقق فريق كرة القدم للرجال في ولاية فيرمونت موسم 2024 ناجحًا للغاية، حيث أنهى الموسم بسجل إجمالي قوي بلغ 16 فوزًا وتعادلين و6 هزائم، وعلامة مؤتمرية بلغت 4 انتصارات وتعادلين وتعادلين، وتميزت بموسم خالٍ من الهزائم على أرضه (8 انتصارات وتعادلين و4 هزائم). بدأ الموسم بخسارة صعبة بنتيجة 3–1 أمام ويسترن ميشيغان، لكن الفريق سرعان ما انتعش بانتصارات مهمة خارج أرضه على سان دييغو ستيت (1–0) وليهاي (3–2). في ملعب فيرتشو، أظهر فيرمونت قوته بفوز ساحق بنتيجة 5–0 على فيرفيلد وهارفارد، بالإضافة إلى تعادلين صعبين ضد نيو هامبشاير (1–1) ويوماس (2–2). أظهر الفوز بنتيجة 4–1 على جامعة ألباني والفوز الضيق بنتيجة 1–0 على جامعة كونيتيكت صمودهم، بينما كانت الخسارة بنتيجة 1–0 في نهاية الموسم أمام جامعة ميريلاند بالتيمور (UMBC) إحدى النكسات القليلة في موسم متسق بخلاف ذلك.
في فترة ما بعد الموسم، رفع فيرمونت مستوى لعبهم بشكل ملحوظ. حققوا لقب أمريكا الشرقية بانتصارين متتاليين بنتيجة 2–1 على فريق ميريلاند بالتيمور، المصنف ثالثًا، وفريق براينت. في بطولة الرابطة الوطنية لرياضة الجامعات، أظهر فريق فيرمونت مزيجًا من القوة الهجومية والصلابة الدفاعية، حيث سحق فريق أيونا بنتيجة 5–0، وحقق انتصارين حاسمين خارج أرضه على فريقي هوفسترا (2–1) وسان دييغو (1–0). قدّم الفريق أداءً مميزًا في ربع النهائي، حيث حقق فوزًا ساحقًا على فريق بيتسبرغ بنتيجة 2–0، ليصل إلى كأس الكليات لأول مرة في تاريخ البرنامج. في نصف النهائي، تعادل فريق فيرمونت مع فريق دنفر بنتيجة 1–1 قبل أن يتأهل إلى المباراة النهائية بفوزه بركلات الترجيح، ليختتم موسمه المميز.
على الصعيد الهجومي، كان نجاح فيرمونت مدفوعًا بمساهمات بارزة من اللاعبين الأساسيين. قاد يانيف بازيني الفريق بـ 14 هدفًا و2 تمريرات حاسمة و30 نقطة في 24 مباراة، مع 79 تسديدة إجمالية و3 أهداف فوز بالمباريات، مما يسلط الضوء على أهميته. كان ماكسيميليان كيسل قطعة حاسمة أخرى في الهجوم، حيث سجل 11 هدفًا من 27 تسديدة فقط بنسبة تسديد فعالة بلغت 40.7٪ مع إضافة 2 تمريرات حاسمة و6 أهداف فوز بالمباراة، وهو أعلى رقم في الفريق. كان سيدني واتوتا ‏ قوة إبداعية، حيث قاد الفريق بـ14 تمريرة حاسمة وساهم بـ16 نقطة إجمالية. أضاف ماكس موراي (4 أهداف و4 تمريرات حاسمة) ومارسيل باب (5 أهداف وتمريرة حاسمة واحدة) عمقًا للهجوم، بينما سجل ديفيد إسماعيل وزاك باريت 4 أهداف و10 تمريرات حاسمة لاستكمال هجوم الفريق المتوازن. لقد كان لهذا الجهد الجماعي دور فعال في دفع فيرمونت إلى أحد أنجح المواسم في تاريخها.

### مارشال

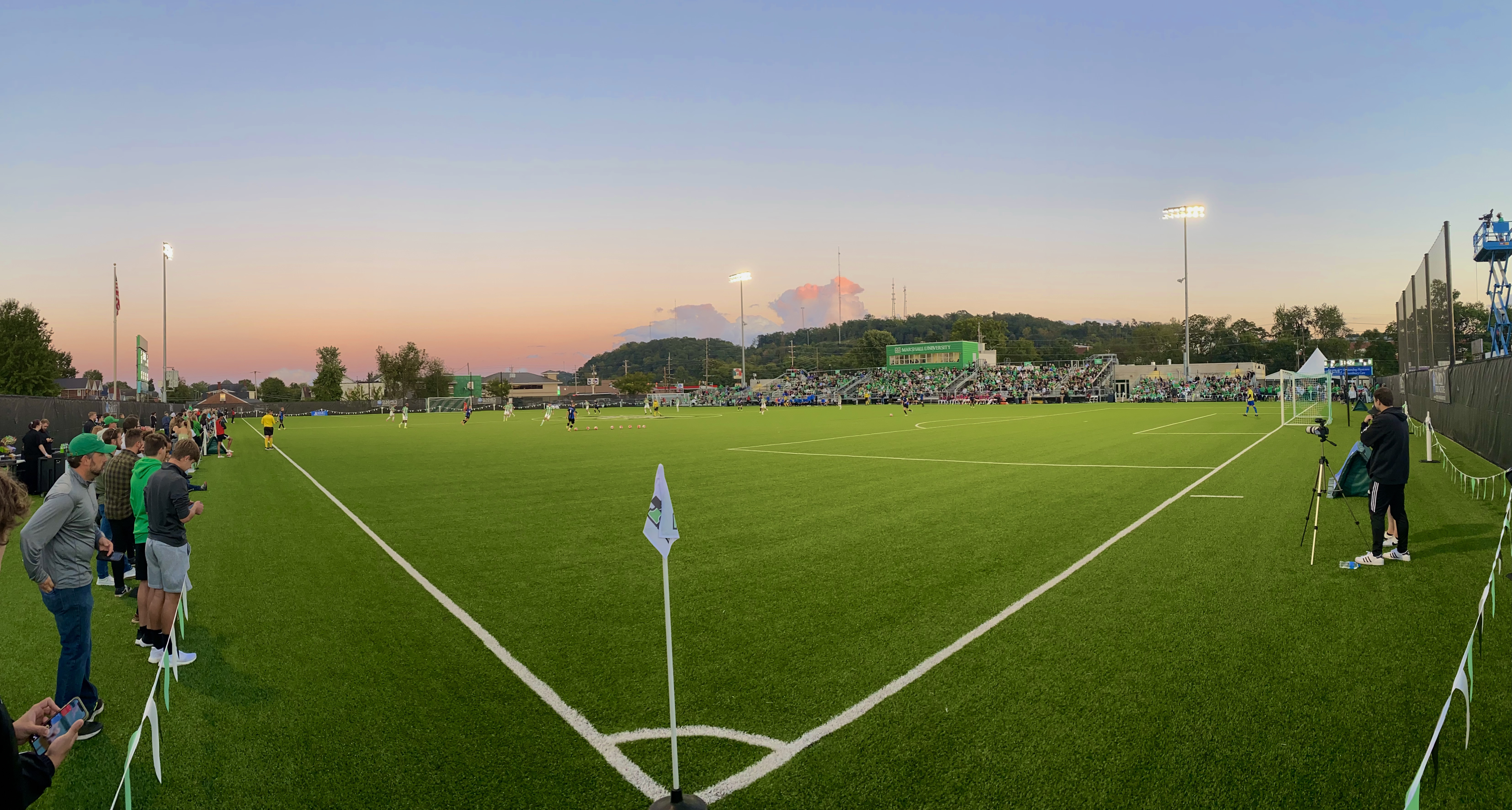
لعب فريق مارشال مبارياته على أرضه في مجمع فيتيرانس التذكاري لكرة القدم (في الصورة أعلاه).

حقق فريق كرة القدم للرجال بجامعة مارشال موسمًا قويًا في عام 2024، حيث أنهى الموسم بسجل إجمالي قدره 15 فوزًا وتعادلين و7 هزائم، وحافظ على سجله خاليًا من الهزائم في دوري صن بيلت برصيد 4 انتصارات وتعادل واحد وخمس هزائم. وسيطر الفريق بشكل خاص على أرضه، حيث أنهى الموسم بسجل 11 فوزًا وتعادل واحد و3 هزائم في هنتنغتون، غرب فرجينيا. بدأ موسمهم بفوز 3–0 على جامعة ولاية كاليفورنيا فوليرتون، وتضمن انتصارات بارزة على لويولا (ماريلاند) (6–1)، وهاي بوينت (2–0)، وساوث كارولينا (2–1). كما حقق مارشال نتائج قيّمة ضد منافسين مصنفين، مثل الفوز 1–0 على جامعة فرجينيا كومنولث (VCU) المصنفة 22، والتعادل 2–2 مع جيمس ماديسون المصنفة 10.
خلال جدول مباريات الدوري، حقق الفريق نتائج ثابتة، بما في ذلك تعادلات مهمة مع كوستال كارولينا (0–0) وكنتاكي (1–1). في بطولة مؤتمر صن بيلت، تأهل مارشال بفوزه على أولد دومينيون (3–2) وجيمس ماديسون (1–0) قبل أن يتعادل 0–0 مع وست فرجينيا المصنفة رقم 10 في النهائي، حيث خسر بركلات الترجيح.
في بطولة الرابطة الوطنية لرياضة الجامعات، أظهر مارشال قوةً وعزيمةً. مهد فوزه 4–0 على فورمان وفوزه 2–1 على ولاية كارولاينا الشمالية الطريق لفوزٍ متقاربٍ 3–2 خارج أرضه على جامعة ساوثرن ميثوديست (SMU) المصنفة رقم 12. تأهل الفريق إلى كأس الكليات، حيث حقق فوزًا 1–0 على أوهايو ستيت المصنفة رقم 12 في نصف النهائي الوطني على ملعب ويك ميد لكرة القدم، مختتمًا موسمه بسلسلة انتصاراتٍ قوية في مرحلة ما بعد الموسم.
قاد لينيكر رودريغيز دوس سانتوس هجوم مارشال في عام 2024، حيث لعب 24 مباراة، بدأ 23 منها أساسيًا، وقاد الفريق برصيد 15 هدفًا و5 تمريرات حاسمة، محققًا 35 نقطة. تجلّت كفاءته أمام المرمى بنسبة تسديد بلغت 25.9%، وساهم بستة أهداف حاسمة، مؤكدًا أهميته في اللحظات الحاسمة. برز ماركو سيلفا كهداف ثانوي موثوق، مسجلًا خمسة أهداف من 18 تسديدة فقط، بنسبة تسديد رائعة بلغت 27.8%، محافظًا على أعلى نسبة تسديد على المرمى في الفريق (72.2%).
توزعت مهام صناعة اللعب في الفريق على عدة لاعبين، حيث تصدر تاريك بانهولزر قائمة التمريرات الحاسمة (5) إلى جانب أهدافه الثلاثة، بينما أضاف ألكسندر ستيرنيغارد ولويك ساني كونغ 4 و3 تمريرات حاسمة على التوالي. سجل كل من راي بينتو وبابلو سيمون أربعة أهداف، مما أظهر نهجًا هجوميًا متوازنًا، حيث نجح بينتو بشكل ملحوظ في تحويل جميع فرص ركلات الجزاء الثلاث التي أتيحت له. كما ساهم لاعبون آخرون في العمق، مثل أيمان سوردو، الذي أضاف ثلاثة أهداف، وجواو روبرتو، الذي سجل هدفين من مقاعد البدلاء.
كان هذا الجهد الهجومي الجماعي، والذي برز من خلال الأهداف الرائعة التي سجلها رودريجيز دوس سانتوس وطاقم الدعم المتكامل، مفتاح نجاح مارشال طوال الموسم ومسيرته العميقة في مرحلة ما بعد الموسم.

## المباراة

### الشوط الأول
كانت النصف الأول من المباراة النهائية لكأس الكليات 2024 بين مارشال وفيرمونت معركة دفاعية متكافئة، حيث صنع كلا الفريقين فرصًا ولكنهما لم يتمكنا من كسر التعادل. واجه حارس مرمى فيرمونت نيكلاس هيرسيج وحارس مرمى مارشال أليكسا يانيتش اختبارًا مبكرًا، حيث أجبر زاك باريت من فيرمونت يانيتش على التصدي لتسديدة في الدقيقة الرابعة، وسجل تاكاهيرو فوجيتا من مارشال أول تسديدة لفريق ثاندرينج هيرد بعد ذلك بوقت قصير.
تبادل الفريقان الاستحواذ على الكرة والفرص الهجومية. سدد تاريك بانهولزر وأليكس بامفورد من مارشال كرات على المرمى، بينما أجبر ديفيد إسماعيل من فيرمونت يانجيتش على التصدي مرة أخرى في الدقيقة 23. سدد يانيف بازيني من فيرمونت كرتين خلال الشوط الأول، واحدة أخطأت المرمى في الدقيقة 29 والأخرى بعد ذلك بوقت قصير تصدى لها دفاع مارشال.
حافظ مارشال على الضغط في أواخر الشوط، وحصل على ركلات ركنية في الدقيقتين 28 و44، لكن دفاع فيرمونت صمد. في الوقت نفسه، عطلت الأخطاء إيقاع اللعب، حيث ارتكب مارشال عدة مخالفات، بما في ذلك عدة مخالفات من ثيو جودارد وأليكس بامفورد. كما ارتكب فيرمونت أخطاء، بما في ذلك خطأ من إسماعيل في الدقيقة 33.
لم يتمكن أي من الفريقين من تحويل فرصه إلى أهداف، وانتهى الشوط الأول بالتعادل 0–0، حيث لعب الدفاع والحراس دورًا رئيسيًا في الحفاظ على النتيجة دون أهداف حتى نهاية الشوط.

### الشوط الثاني
في الشوط الثاني من نهائي كأس الكلية 2024 بين مارشال وفيرمونت، سنحت لكلا الفريقين فرصٌ للسيطرة على المباراة. بدأ الشوط الأول بحصول فيرمونت على ركلة ركنية مبكرة، تلتها تسديدة من يانيف بازيني أخطأت المرمى في الدقيقة 47. ردّ مارشال بضغط هجومي، بما في ذلك تسديدة على المرمى من ألكسندر ستيرنيغارد في الدقيقة 52 تصدى لها حارس مرمى فيرمونت نيكلاس هيرسيغ. أجبر مايك بليكر، لاعب فيرمونت، حارس مرمى مارشال أليكسا يانيتش على التصدي لتسديدة في الدقيقة 50، بينما اختبر تاريك بانهولزر وهاروهي تانيدا، لاعبا مارشال، هيرسيغ بمزيد من التسديدات في الدقيقتين 56 و77 على التوالي.
كسر مارشال الجمود في الدقيقة 67 عندما استغل تاريك بانهولزر تمريرة من راي بينتو ليمنح ثاندرينغ هيرد التقدم 1–0. استعاد فيرمونت توازنه سريعًا، وأدرك التعادل في الدقيقة 81 عن طريق مارسيل باب، الذي سجل بمساعدة ماكس موراي وديفيد إسماعيل، ليعادل النتيجة 1–1.
شهد بقية الشوط الأول ضغطًا من كلا الجانبين للفوز. تصدى يانيتش لتسديدتي ماكسيميليان كيسيل وماكس موراي من فيرمونت، بينما سنحت لجواو روبرتو وراي بينتو من مارشال فرصتان أخطأتا المرمى. تسببت الأخطاء من كلا الجانبين في توقف اللعب في الدقائق الأخيرة من الوقت الأصلي، لينتهي الشوط الثاني بالتعادل 1–1، مما دفع المباراة إلى الوقت الإضافي.

### الوقت الإضافي
في الوقت الإضافي الذي احتسب فيه الهدف الذهبي، ضمن فيرمونت اللقب الوطني بنهاية دراماتيكية. حصل جواو روبرتو، لاعب مارشال، على فرصتين حاسمتين في بداية الوقت الإضافي، إحداهما تسديدة في الدقيقة 94 تصدى لها حارس مرمى فيرمونت نيكلاس هيرسيج. بعد لحظات، في الدقيقة 95، تلقى ماكسيميليان كيسيل، لاعب فيرمونت، تمريرة طويلة وتجاوز مدافع مارشال أليكس بامفورد. في الهجمة المرتدة، سدد كيسيل كرة قوية سكنت شباك حارس مرمى مارشال أليكسا يانيتش، مسجلاً هدف الفوز، ومؤكداً فوز فيرمونت بنتيجة 2–1.

### تفاصيل المباراة
| فيرمونت             | 2–1 (ب.و.إ.) | مارشال       |
| ------------------- | ------------ | ------------ |
| باب 81' · كيسيل 95' | تقرير        | بانهولزر 67' |

| فيرمونت | مارشال |

| GK       | 1  | نيكلاس هيرتسغ     |  |             |
| DF       | 2  | ناثان سيميُون      |  |             |
| DF       | 3  | مايك بليكر        |  |             |
| DF       | 28 | زاك باريت         |  |             |
| MF       | 5  | أدريان شولتسه     |  |             |
| MF       | 8  | نيلز هارتمان      |  |             |
| MF       | 11 | يانيف بازيني      |  |             |
| MF       | 22 | سيدني واتوتا      |  |             |
| FW       | 27 | رايان زيلفرو      |  |             |
| FW       | 36 | ماكس موراي        |  | 41'         |
| FW       | 13 | دافيد إسماعيل     |  |             |
| البدلاء: |    |                   |  |             |
| MF       | 7  | أندرو ميلار       |  | 32' 65' 82' |
| FW       | 9  | ماكسيميليان كيسيل |  | 41'         |
| DF       | 17 | يوانيس فاسيليو    |  | 66'         |
| FW       | 18 | مارسيل باب        |  | 66'         |
| المدرب:  |    |                   |  |             |
| روب داو  |    |                   |  |             |

| GK         | 31 | برايان داو    |  |                 |
| DF         | 2  | ميتشل فيرغسون |  | 45' 68'         |
| DF         | 5  | كايل جيننباخر |  |                 |
| DF         | 15 | بادي بيرنز    |  |                 |
| DF         | 18 | جوش رامزي     |  |                 |
| MF         | 7  | إيثان أوبراين |  | 38' 45' 50' 68' |
| MF         | 13 | برايس بونو    |  | 64'             |
| MF         | 16 | كي كي بافور   |  | 50'             |
| FW         | 21 | ماثيو روو     |  | 72'             |
| FW         | 9  | إينو نتو      |  | 26' 59' 79'     |
| FW         | 11 | دانيال روسو   |  | 59' 64'         |
| البدلاء:   |    |               |  |                 |
| MF         | 22 | نولان سبايسر  |  | 26'             |
| MF         | 6  | وايات لويس    |  | 38' 72' 79'     |
| المدرب:    |    |               |  |                 |
| كريس غراسي |    |               |  |                 |

| أفضل لاعب في كأس الكلية الهجوم: ماكسيميليان كيسل (فيرمونت) الدفاع: نيكلاس هرسك (فيرمونت) الحكام المساعدون : بابوكار جالو (الولايات المتحدة) كارلوس موراليس–لاسترا (الولايات المتحدة) الحكم الرابع : جود كار (الولايات المتحدة) | قواعد المباراة: - 90 دقيقة. - 20 دقيقة وقت إضافي إذا لزم الأمر. - ركلات الترجيح إذا بقيت النتيجة متعادلة. - عدد غير محدود من البدلاء، قد لا يعودوا إذا تم استبدالهم في الشوط الأول؛ قد يعودوا مرات غير محدودة في الشوط الثاني. |

### الإحصائيات
|                      | فيرمونت | مارشال |
| -------------------- | ------- | ------ |
| الأهداف المسجلة      | 2       | 1      |
| إجمالي التسديدات     | 13      | 16     |
| التسديدات على المرمى | 7       | 5      |
| التصديات             | 4       | 5      |
| ضربات الزاوية        | 5       | 2      |
| التسلل               |         |        |
| البطاقات الصفراء     | 0       | 3      |
| البطاقات الحمراء     | 0       | 0      |

## بعد المباراة
بفوزها باللقب الوطني، فازت جامعة فيرمونت ببطولتها الوطنية الأولى في رياضة جماعية. بما في ذلك البطولات الوطنية الفردية، كان هذا هو لقبهم الوطني الثاني، وانضموا إلى فريق التزلج الخاص بهم. بالإضافة إلى ذلك، كانت المباراة ملحوظة لكونها أول نهائي لكرة القدم للرجال في الرابطة الوطنية لرياضة الجامعات منذ عام 2020 وأول كأس جامعي منذ عام 2018 لا يضم فريقًا من مؤتمر الساحل الأطلسي. كما كان فوز فيرمونت هو المرة الأولى التي يفوز فيها برنامج متوسط المستوى ‏ بلقب كرة القدم للرجال في الرابطة الوطنية لرياضة الجامعات منذ أن فاز به مارشال، الذي تنافس أيضًا في النهائي، في عام 2020. كانت هذه أول مباراة نهائية لبطولة كرة القدم الجامعية بين فرق متوسطة المستوى منذ عام 1977.
قدم العديد من المسؤولين المحليين البارزين بما في ذلك الحاكم فيل سكوت، والعضوان في مجلس الشيوخ بيرني ساندرز وبيتر ويلش التهاني لبرنامج فيرمونت للفوز بالبطولة الوطنية.